# 查爾斯·埃斯滕
查爾斯·埃斯滕（英語：Charles Esten Puskar III，1965年9月9日—）是美國的一位演員、歌手和喜劇演員。他最著名的角色是在ABC影集納什維爾中飾演Deacon Claybourne角色。在1999年至2005年，他是喜劇節目Whose Line Is It Anyway?的常態成員。

## 外部連結
- Charles Esten在互联网电影资料库（IMDb）上的資料（英文）
- Whose Live Anyway? live improv comedy show starring Ryan Stiles, Greg Proops, Chip Esten and Jeff Davis touring North America